# Octávio Mendes
Octávio Mendes Barbetta mais conhecido como Octávio Mendes (São Paulo, 1958) é um ator, diretor e humorista brasileiro. Octávio é formado pela Escola de Arte Dramática de São Paulo. Ele venceu na categoria de Melhor Ator nos prêmios Shell e Prêmio APETESP pela obra Camila Baker em 1990.

## Trabalhos

### Televisão
| Ano       | Título               | Papel                                       | Nota                              | Emissora   |
| --------- | -------------------- | ------------------------------------------- | --------------------------------- | ---------- |
| 1993      | Retrato de Mulher    | Joemir                                      | Episódio: "Era uma vez… Madalena" | Rede Globo |
| 1999      | Sandy e Junior       | Doval                                       | Episódio: "Depois da Tempestade"  | Rede Globo |
| 1999      | Ô... Coitado!        | Coelho                                      |                                   | SBT        |
| 2001      | O Direito de Nascer  | Jonas                                       |                                   | SBT        |
| 2003      | Mulheres Apaixonadas | Dr. Edgar                                   |                                   | Rede Globo |
| 2004      | Da Cor do Pecado     | Conde                                       |                                   | Rede Globo |
| 2007-2018 | A Praça É Nossa      | Valmir, Seu Memê, Suzete e Mônica Goldstein |                                   | SBT        |
| 2010      | Uma Rosa com Amor    | Luciano                                     |                                   | SBT        |

### Teatro
| Ano  | Título                                 |
| ---- | -------------------------------------- |
| 1990 | Camila Baker Lives in Concert          |
| 1999 | Sacrilégio                             |
| 2007 | Humor de Quinta                        |
| 2009 | Continue?                              |
| 2011 | Terça Insana                           |
| 2012 | A Bela e a Fera, o musical da Broadway |
| 2014 | Irmã Selma                             |
| ?    | Rei Lear                               |
| ?    | Ela é Bárbara                          |
| ?    | Sonho de Uma Noite de Verão            |
| ?    | Air Fly                                |
| ?    | Insônia                                |
| ?    | O Marido Vai À Caça.                   |

## Prêmios e nomeações
| Ano  | Prêmio         | Obra                          | Categoria    | Resultado | Ref         |
| ---- | -------------- | ----------------------------- | ------------ | --------- | ----------- |
| 1990 | Prêmio Shell   | Camila Baker Lives in Concert | Melhor Ator  | Venceu    | [ 1 ]       |
| 1990 | Prêmio Apetesp | Camila Baker Lives in Concert | Melhor Ator  | Venceu    | [ 1 ]       |
| 1999 | Prêmio Shell   | Sacrilégio                    | Melhor Autor | Indicado  | [ 4 ] [ 1 ] |